# 丹尼爾·艾利斯
丹尼爾·艾利斯（英語：Daniel Alessi，1997年8月26日—），是一名澳洲職業足球員，司職後衛，現效力澳職球會西悉尼流浪者。
2013年16歲加入西流青年軍，2014年與球會簽職業合約，直至2015/16球季完結才會到期。